# محاكم مختلطة (مصر)

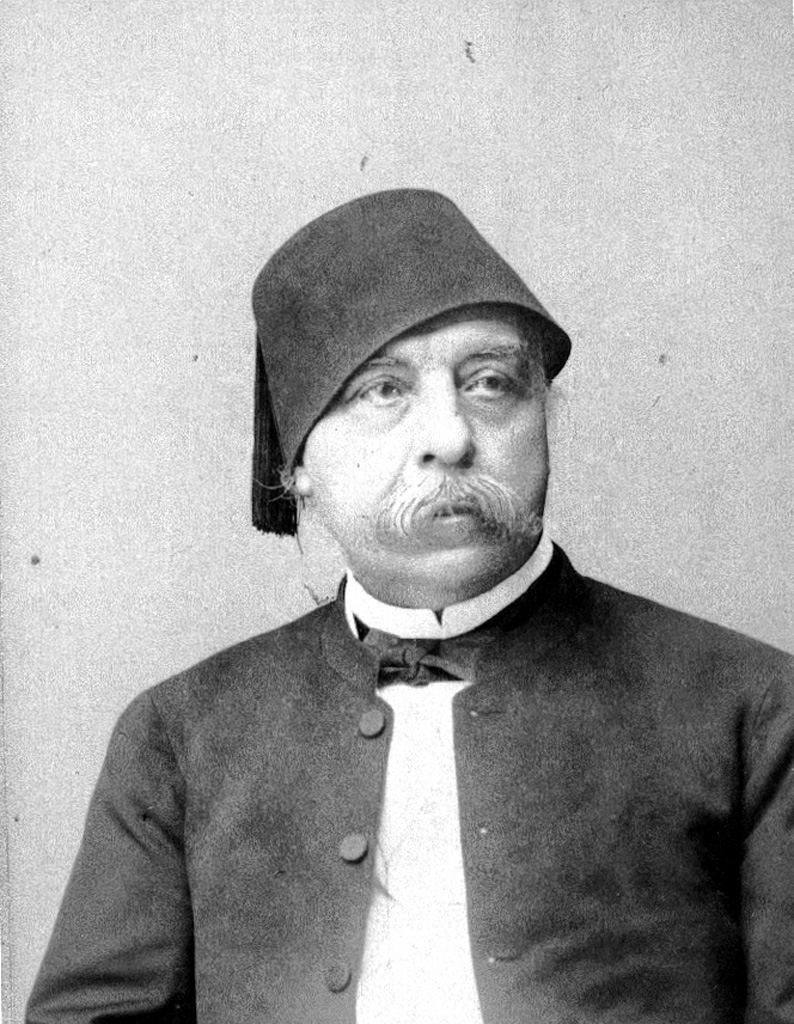

المحاكم المختلطة في مصر (بالفرنسية: Tribunaux Mixtes d'Egypte، وبالإنجليزية: Mixed Courts of Egypt) هي محاكم أنشئت في مصر في القرن التاسع عشر ليتقاضى إليها رعايا الدول الأوروبية، الذين كانت المعاهدات تمنع تعاملهم مع القضاء المصري المحلي.
افتتح المحاكم المختلطة الخديو إسماعيل في 28 يونيو 1875، في حفل أقيم بسراي رأس التين بالإسكندرية، وكان ناظر الحقانية آنذاك هو شريف باشا، وشهد الحفل توفيق باشا (الخديو توفيق فيما بعد) بصفته ناظرًا للداخلية، ونوبار باشا، والأمير منصور باشا، وإسماعيل صديق باشا ناظر المالية، ولفيف من الأمراء والوجهاء وقناصل الدول الأجنبية.
خصص لمحكمة مصر المختلطة دار الحكومة بحارة العسيلي بالموسكي، وعُقدت أول جلساتها في أول فبراير 1876.
ألغيت المحاكم المختلطة والقضاء القنصلي اعتبارًا من 15 أكتوبر 1949، بموجب القانون رقم 115 الصادر في 12 يوليو 1948 (5 رمضان 1367 هـ).